# Andrzej Stronias
Andrzej Stronias (ur. 1942 zm. 28 grudnia 2019 w Łodzi) – polski działacz piłkarski, wiceprezes klubu piłkarskiego ŁKS Łódź

## Kariera klubowa
W latach 1970–80 był łódzkim przedsiębiorcą .Od 1990 roku zarządzał łódzkim klubem ŁKS Łódź. Po transformacji ustrojowej Polski prezes Andrzej Stronias wprowadzał w klubie, nowoczesne zasady zarządzania. Wspierał ŁKS Łódź finansowo. W 1995 roku sprowadził do ŁKS-u inwestorów Antoniego Ptaka i Edwarda Ptaka. Jego polityka doprowadziła do zdobycia przez ŁKS Łódź tytułu mistrza Polski w 1998 roku. Były wicedyrektor ZTK Teofilów. 
Pochowany 8 stycznia 2020 roku na Starym Cmentarzu w Łodzi W ostatniej drodze wzięli  udział, rodzina, przedstawiciele władz Miasta Łodzi, władze ŁKS-u, łódzcy kibice.

## Sukcesy
- 1998 ŁKS Łódź - tytuł mistrza Polski.